# Red Star Raceway
Der Red Star Raceway  ist eine 2009 eröffnete Motorsport-Rennstrecke bei Botleng, in der Provinz Mpumalanga etwa 70 km östlich von Johannesburg in Südafrika.

## Geschichte
Die Strecke wurde von einer Gruppe Motorrad-Enthusiasten um den Unternehmer Jacques van Wyngaardt initiiert, der 2009 dafür ein großes Grundstück etwa 50 Meilen östlich von Johannesburg erwarb und dort mithilfe der beiden Ingenieure Andy Farmer und Kevin Owen eine Strecke entwarf. Diese wurde von vornherein als Test und Trainingsstrecke für ambitionierte Motorsport-Amateure konzipiert, was sich unter anderem in den weitläufigen Auslaufzonen niederschlägt. 2010 konnte der Kurs nach leichten Bauverzögerungen aufgrund schwerer Sommerregen fertiggestellt und eröffnet werden.

## Streckenbeschreibung
Die Strecke ist mit 4 km Länge die derzeit drittlängste südafrikanische Rennstrecke nach dem Kyalami Grand Prix Circuit und dem Phakisa Freeway. Sie kann aufgrund der weiten Auslaufzonen in beiden Richtungen befahren werden, wobei üblicherweise von Januar bis Juni die Richtung gegen den Uhrzeigersinn eingerichtet wird während von Juli bis Dezember im Uhrzeigersinn gefahren wird. Eine Kurzanbindung erlaubt die Konfiguration eines 1,55 km langen Short Circuits.

## Veranstaltungen
Neben Rennveranstaltungen (z. B. Südafrikanische Superbike Serie) finden auch Clubrennen, Trackdays und Fahrzeugpräsentationen auf dem Kurs statt.